# 堅代勒
堅代勒（阿拉伯语：‎），是阿爾及利亞的城鎮，位於該國北部艾因迪夫拉省，是堅代勒區的首府，面積251平方公里，2008年人口30,170，人口密度每平方公里120人。